# Spremberg
Spremberg (en bas sorabe : Grodk) est une ville allemande située dans l'arrondissement de Spree-Neisse, la province historique de Basse-Lusace et la région de Brandebourg.

## Géographie

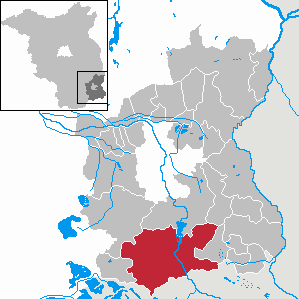
Localisation de Spremberg dans l'arrondissement de Spree-Neisse

La ville est située à environ 20 km au sud de Cottbus à la frontière de la Saxe et de l'arrondissement de Bautzen, et à une vingtaine de kilomètres de la frontière avec la Pologne. 
La rivière Spree traverse la ville de Spremberg. La rivière a donné son nom à la cité Spremberg, dont la toponymie désigne la « Montagne de la Spree ».

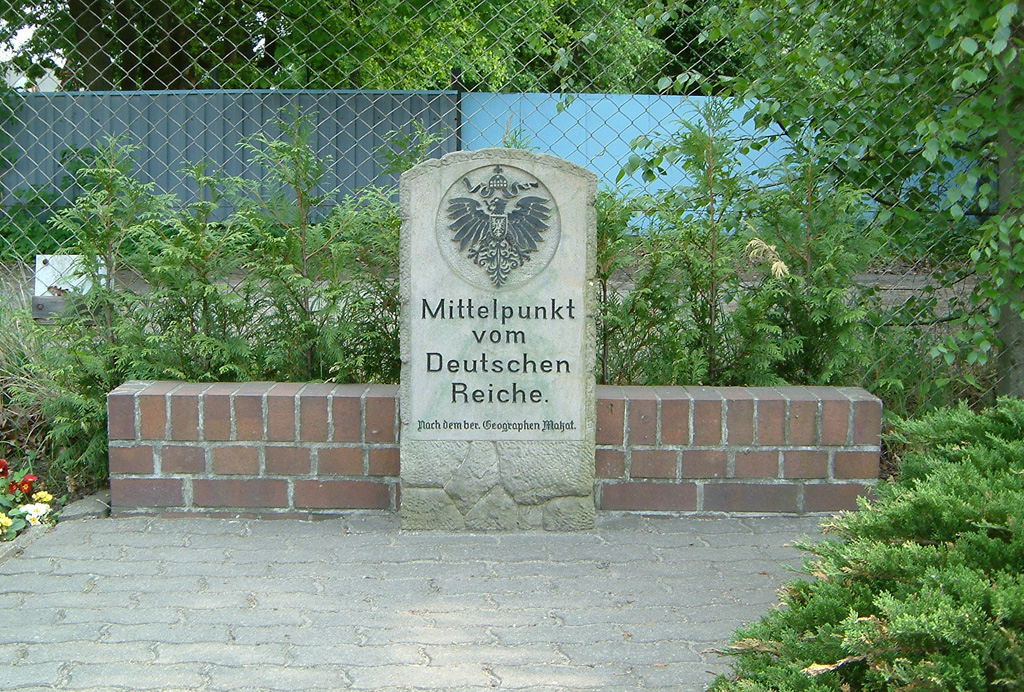
Le centre géographique de l'Empire (1871-1918)

Entre 1871 et 1918, la ville représentait le centre géographique de l'Empire allemand : une stèle commémorative est installée à seulement quelques mètres de l'emplacement d'origine.

## Histoire
| Appartenances historiques Royaume de Bohême 1367-1635 Électorat de Saxe 1635-1656 Duché de Saxe-Mersebourg 1656–1738 Électorat de Saxe 1738–1806 Royaume de Saxe 1806–1815 Royaume de Prusse (Province de Brandebourg) 1815–1918 République de Weimar 1918–1933 Reich allemand 1933–1945 Allemagne occupée 1945–1949 Allemagne 1949–présent |

La première mention de Spremberg remonte à 1301. Bien que la ville de Spremberg soit probablement beaucoup plus ancienne, il n'existe pas de documents plus fiables à ce sujet aujourd'hui.
Au cours du XVIIe siècle, la cité subit plusieurs incendies accidentels ainsi que les ravages militaires en raison des combats lors de la Guerre de Trente Ans, au cours de laquelle les forces suédoises ravagèrent la ville et la région de Lusace.
Le 19 avril 1945,les unités du Premier front ukrainien (maréchal Koniev) traversent la Spree près de la ville.

## Démographie
La population est d'origine sorabe et un certain nombre de personnes parlent toujours le bas-sorabe, langue de la famille slave.
- Évolution démographique depuis 1875.
- Évolution recente (ligne bleue) et prévisions sur l'effectif de résidents.

| Année | Population |
| ----- | ---------- |
| 1875  | 19 546     |
| 1890  | 20 239     |
| 1910  | 24 472     |
| 1925  | 27 178     |
| 1933  | 29 205     |
| 1939  | 30 989     |
| 1946  | 26 555     |
| 1950  | 27 879     |
| 1964  | 37 222     |
| 1971  | 32 635     |

| Année | Population |
| ----- | ---------- |
| 1981  | 30 565     |
| 1985  | 30 739     |
| 1989  | 30 195     |
| 1990  | 29 665     |
| 1991  | 29 116     |
| 1992  | 28 843     |
| 1993  | 28 872     |
| 1994  | 29 165     |
| 1995  | 28 935     |
| 1996  | 28 974     |

| Année | Population |
| ----- | ---------- |
| 1997  | 28 881     |
| 1998  | 28 588     |
| 1999  | 28 407     |
| 2000  | 28 160     |
| 2001  | 27 715     |
| 2002  | 27 376     |
| 2003  | 27 059     |
| 2004  | 26 888     |
| 2005  | 26 416     |
| 2006  | 25 952     |

| Année | Population |
| ----- | ---------- |
| 2007  | 25 484     |
| 2008  | 25 050     |
| 2009  | 24 718     |
| 2010  | 24 373     |
| 2011  | 22 773     |
| 2012  | 22 618     |
| 2013  | 22 431     |
| 2014  | 22 326     |
| 2015  | 22 232     |
| 2016  | 22 750     |

| Année | Population |
| ----- | ---------- |
| 2017  | 22 456     |
| 2018  | 22 175     |
| 2019  | 21 998     |
| 2020  | 21 749     |

## Personnalités liées
- Heinrich von Hagen (1831-1905), général mort à Schönheide
- Franziska Wiese, chanteuse allemande y est née en 1986
- Erwin Strittmatter (1912-1994), écrivain